# Hermann Meinert
Hermann Meinert (* 20. September 1894 in Bremen; † 7. Dezember 1987 in Frankfurt am Main) war ein deutscher Historiker und Archivar.

## Leben und Werk
Meinert wuchs in seiner Geburtsstadt Bremen auf, wo er auch die Schule bis zum Abitur besuchte. 1912 bis 1914 studierte er Naturwissenschaften an der Universität Freiburg. Er nahm am Ersten Weltkrieg teil und geriet in französische Gefangenschaft, wo er sich den klassischen Sprachen zuwandte. Von 1920 bis 1924 studierte er Geschichte und Germanistik sowie klassische Philologie und Philosophie an den Universitäten Marburg und Berlin, wo er mit einer Arbeit über Die Fälschungen Gottfrieds von Vendôme promoviert wurde.
1927 bis 1940 arbeitete er am Preußischen Geheimen Staatsarchiv, wo er 1931 zum Staatsarchivrat ernannt wurde. 1940 übernahm er die Leitung des Reichsarchivs Reichenberg im Sudetenland. 1942 wurde er zur Wehrmacht einberufen, wo er bis Kriegsende diente.
Nach Kriegsende arbeitete er bis Oktober 1946 am Stadt- und Domarchiv Erfurt. Im Mai 1947 berief ihn die Stadt Frankfurt am Main zum Leiter des Frankfurter Stadtarchives, dessen Leiter er bis zu seiner Pensionierung im September 1959 blieb.
Etwa zwei Drittel der Archivbestände waren am 29. Januar 1944 durch einen Luftangriff zerstört worden, die rechtzeitig ausgelagerten Archivalien zerstreut, sämtliche Archivgebäude zerstört oder schwer beschädigt. Unter Meinerts Leitung begann die Zusammenführung und Sichtung der Restbestände. 1948 erschien seine Bestandsaufnahme der verlorenen Bestände in der ersten Nachkriegsausgabe des Archivs für Frankfurts Geschichte und Kunst. Meinert veranlasste die Sicherheitsverfilmung der erhaltenen Archivalien und widmete sich dem Ausbau der zeitgeschichtlichen Archivalien.
Neben seiner Tätigkeit als Stadtarchivar erwarb Meinert sich Verdienste um den Wiederaufbau der Frankfurter Geschichtsforschung. 1947 wurde der Frankfurter Geschichtsverein neugegründet, dessen Geschäftsführung er übernahm, 1949 die Frankfurter Historische Kommission. 1951 verlieh ihm die juristische Fakultät der Goethe-Universität dafür die Ehrendoktorwürde.
1956 erhielt Meinert einen Lehrauftrag für Frankfurter Geschichte an der Universität Frankfurt, 1967 eine Honorarprofessur. Von 1950 bis 1960 war er zweiter Vorsitzender des Vereins deutscher Archivare.
Meinert war Herausgeber verschiedener Publikationen zur Frankfurter Geschichte – der Quellen zur Frankfurter Geschichte, der Frankfurter Lebensbilder und des Archivs für Frankfurts Geschichte und Kunst. Daneben veröffentlichte er zahlreiche wissenschaftliche und populäre Bücher, darunter Das Frankfurter Rathaus (1952, mit Theo Derlam), Von Wahl und Krönung der deutschen Kaiser zu Frankfurt am Main (1956).
Für seine Verdienste um die Stadt Frankfurt erhielt er 1964 die Ehrenplakette der Stadt Frankfurt am Main verliehen, 1969 die Römerplakette der Stadt Frankfurt am Main in Silber, 1972 die Römerplakette in Gold.

## Schriften (Auswahl)
- Frankfurts Geschichte, Kramer, Frankfurt am Main 1949, 6. Auflage 1984.
- Die Eingliederung der niederländischen Glaubensflüchtlinge in die Frankfurter Bürgerschaft. 1554–1596. Auszüge aus den Frankfurter Ratsprotokollen. Kramer, Frankfurt am Main 1981.
- Das Protokollbuch der Niederländischen Reformierten Gemeinde zu Frankfurt am Main. 1570–1581. Kramer, Frankfurt am Main 1977.
- Von Wahl und Krönung der deutschen Kaiser zu Frankfurt am Main, Kramer, Frankfurt am Main 1956.
- Das Frankfurter Rathaus, Kramer, Frankfurt am Main 1952 (mit Theo Derlam).